# Amaravati (mitologia)
Amaravati é a cidade localizada no céu onde reside o deus Indra, na Mitologia Hindu.